# Moses Chavula
Moses Chavula (ur. 8 sierpnia 1985 w Blantyre) – piłkarz malawijski grający na pozycji lewego obrońcy.

## Kariera klubowa
Karierę piłkarską Chavula rozpoczął w klubie Silver Strikers ze stolicy kraju Lilongwe. W 2003 roku zadebiutował w jego barwach w pierwszej lidze Malawi. W 2004 roku odszedł do innego pierwszoligowca, MTL Wanderers Blantyre. W 2006 roku został z nim mistrzem kraju oraz zdobył Tarczę Dobroczynności. W 2008 roku został piłkarzem południowoafrykańskiego Nathi Lions z Durbanu, grającego w drugiej lidze RPA. Następnie grał w takich klubach jak: AmaZulu FC, Mighty Wanderers FC, CD Maxaquene, CD Costa do Sol i ENH de Vilankulo. W 2015 zakończył w nim swoja karierę.

## Kariera reprezentacyjna
W reprezentacji Malawi Chavula zadebiutował 17 maja 2003 roku w przegranym 0:1 towarzyskim meczu z Zambią. W 2010 roku w Pucharze Narodów Afryki 2010 był podstawowym zawodnikiem i zagrał w 3 meczach: z Algierią (3:0), z Angolą (0:2) i z Mali (1:3). Od 2013 do 2014 wystąpił w kadrze narodowej 81 razy i strzelił 5 goli.